# Wim Zurné
Wim Zurné (1953 te Bemmel) is een Nederlands beeldend kunstenaar, gespecialiseerd in grafiek.
Wim Zurné verwerft  aanvankelijk bekendheid met de abstracte landschappelijke kleuretsen die tussen 1981 en 1988 ontstaan. Hij maakt zich hiervan los na 1990, als hij in de ban raakt van fossielen en grottekeningen. In zijn eigen werk probeert hij die natuurlijke uitstraling te bewerkstelligen door zijn tekeningen met zand of carborundum te strooien waarna ze gedrukt worden in diepdruk of in zeefdruk. Zurné wil dat de afbeeldingen die zo ontstaan eruitzien alsof ze door de eeuwen zijn gevormd, in plaats van door mensenhanden.
Het werk is voornamelijk figuratief, de onderwerpen betreffen vaak situaties waarin mensen zich begeven of bevinden. Maar ook dieren kunnen de hoofdrol spelen. De sfeer is vooral belangrijk. 
De vaak zeer grote diepdrukken op doek worden gedrukt volgens een proces dat de kunstenaar in de loop der jaren zelf heeft ontwikkeld.
Als drager gebruikt hij in plaats van papier een natte lijmlaag, die zich enerzijds aan het doek hecht en die anderzijds de inkt van de plaat neemt, zoals bij het afdrukken van een ets het vochtige papier dat zou doen.
Naast zijn grafiek maakt Wim Zurné schilderijen, objecten en kunstenaarsboeken.